# Moby Dada
Die Moby Dada war ein Fährschiff der italienischen Reederei Moby Lines. Es wurde im Jahr 1981 als Finlandia in Dienst gestellt. 2025 wurde das Schiff zum Abbruch nach Aliaga verkauft.

## Geschichte

### Finlandia
Das Schiff wurde 1981 unter dem Namen Finlandia auf den Wärtsilä-Werften in Turku, Finnland, gebaut und an die damalige Reederei Effoa (heute Tallink Silja Oy, siehe Silja Line) abgeliefert. Die Finlandia fuhr zum 6. Mai 1990 unter diesem Namen, anschließend durch die Silja Serenade ersetzt.

### Queen of Scandinavia

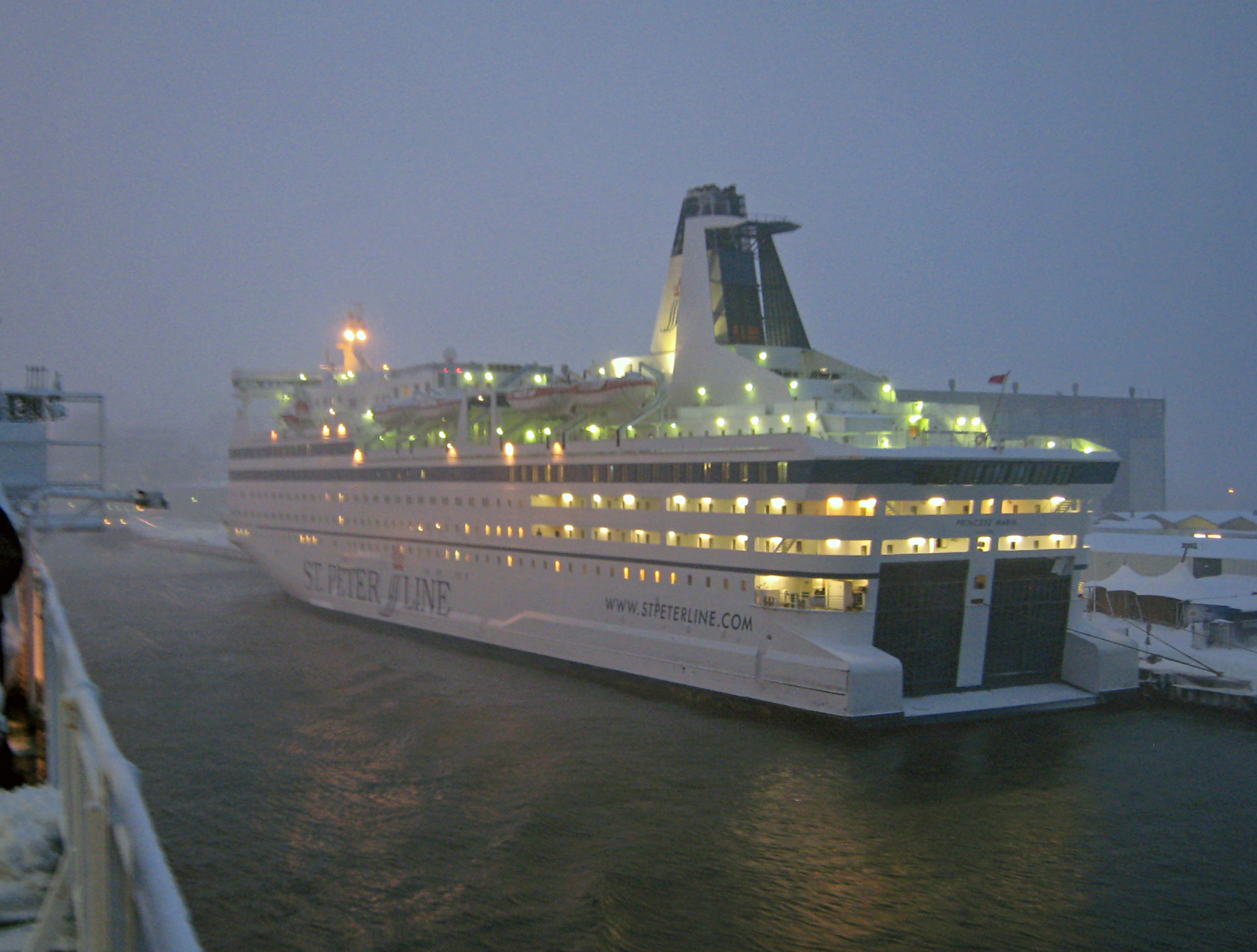
Heckansicht als Princess Maria 2011

Von 1990 bis 2010 wurde die Fähre als Queen of Scandinavia auf verschiedenen Strecken und unter verschiedenen Flaggen eingesetzt. Ab dem 10. April 2010 fuhr sie unter maltesischer Flagge mit Valletta als Heimathafen. Ab dem 21. April 2010 wurde sie im Verkehr zwischen Helsinki und Sankt Petersburg eingesetzt. Zum ersten Mal in der Neuzeitgeschichte ist der Besuch von Russland an Bord dieses Schiffes für 72 Stunden visumsfrei, wie auch an Bord der Princess Anastasia.

### Princess Maria
Im Sommer macht die Princess Maria neben dem Dienst auf der Strecke Helsinki – Sankt Petersburg auch Kreuzfahrten Sankt Petersburg – Helsinki – Stockholm – Tallinn – Sankt Petersburg. Ab 30. Oktober 2011, vom Wassiljewski-Insel im Zentrum Sankt-Petersburg sonntags, befuhr die Princess Maria die Strecke: Sankt Petersburg – Helsinki (Anlelegekai vor Dom von Helsinki) – Tallinn (Anlelegekai dwars historische Altstadtmauer).

### Moby Dada
2016 stieg Moby Lines bei St. Peter Line ein. Die Princess Maria wurde im November 2016 in Moby Dada umbenannt. Sie kam unter italienischer Flagge in Fahrt und wurde ins Mittelmeer verlegt. Sie verkehrte unter anderem von Civitavecchia nach Cagliari (Sardinien). Von Januar bis August 2024 war das Schiff an die Reederei Algerie Ferries verchartert, die es unter anderem zwischen Algier und Alicante einsetze.

## Schwesterschiff
Die Moby Dada hat mit der ebenfalls im Jahr 1981 in Dienst gestellten ehemaligen Silvia Regina ein Schwesterschiff. Heute trägt sie den Namen Saga.

## Schnitt der Fähre
Princess Maria
Bemerkungen: Палуба = Deck, Выход = Ausgang, Каюты = Kabinen, Автомобильная палуба = Autodeck